# Александер Наддур
Александр Наддур (англ. Alexander Naddour; нар. 4 березня 1991) — американський гімнаст, олімпійський медаліст.

## Виступи на Олімпіадах
| Олімпіада | Дисципліна      | Місце |
| --------- | --------------- | ----- |
| Ріо 2016  | командний залік | 5     |
| Ріо 2016  | кінь            | 3     |